# Bikkona Halli, Shimoga
Bikkona Halli là một làng thuộc tehsil Shimoga, huyện Shimoga, bang Karnataka, Ấn Độ.